# قطعنامه ۱۱۵۱ شورای امنیت
قطعنامه ۱۱۵۱ شورای امنیت سازمان ملل متحد که در تاریخ ۳۰ ژانویه ۱۹۹۸ تصویب شد، سندی بین‌المللی دربارهٔ بررسی وضعیت خاورمیانه است. این قطعنامه طی نشست ۳۸۵۲ام با ۱۵ رای موافق، ۰ مخالف و ۰ ممتنع تصویب شد.